# ذا دارك بيكتشرز أنثولوجي: ذا ديفل إن مي
ذا دارك بيكتشرز أنثولوجي: ذا ديفل إن مي (بالإنجليزية: The Dark Pictures Anthology: The Devil in Me)‏ هي لعبة فيديو رعب البقاء طورتها سوبرماسيف غيمز ونشرتها بانداي نامكو إنترتينمنت، صدرت في 18 نوفمبر 2022 على أجهزة ويندوز، بلاي ستيشن 4، بلاي ستيشن 5، إكس بوكس ون وإكس بوكس سيريس إكس وسيريس إس. تقدم هذه النسخة العديد من ميزات اللعب الجديدة على حساب النسخ السابقة. سيكون هناك الآن ميزة جرد للشخصيات والألغاز القائمة على الأدوات، بالإضافة إلى إمكانيات الحركة الجديدة بما في ذلك الجري والقفز والتسلق.